# George Tillman Jr.
Pour les articles homonymes, voir Tillman.
George Tillman Jr. (né le 26 janvier 1969 à Milwaukee dans le Wisconsin) est un réalisateur, scénariste et producteur américain.

## Filmographie

### Cinéma
- 1997 : Soul Food
- 2000 : Les Chemins de la dignité (Men of Honor)
- 2009 :  Notorious B.I.G. (Notorious)
- 2010 : Faster
- 2015 : Chemins croisés (The Longest Ride)
- 2016 : Barbershop 3 de Malcolm D. Lee (producteur)
- 2018 : The Hate U Give : La Haine qu'on donne (The Hate U Give)
- 2023 : Big George Foreman

### Télévision
- 2000 : Soul Food : Les Liens du sang (série d'après le film du même nom)